# 安德烈亚斯·奥斯特勒
安德烈亚斯·奥斯特勒（德語：Andreas Ostler，1921年1月21日—1988年11月24日），德国男子雪车运动员。他曾代表德国参加1952年和1956年冬季奥林匹克运动会雪车比赛，其中1952年冬季奥运会获得二枚金牌。